# Косово поље
Косово поље (алб. Fusha e Kosovës) је велико крашко поље, равница која се налази на истоку Косова. Најпознатије је као бојно поље Косовске битке 1389. године, на коме су се сукобиле српске и османске војска, као и по другим биткама.

## Географија
Велико крашко поље се простире у правцу сјевер–југ. Равница се простире од Косовске Митровице јужно ка Обилићу, Косово Пољу (која се налази у средишту), Липљану, скоро до Качаника. Област Косово се отприлике простире од Урошевца до Вучитрна.
Надморска висина на којој се Косово поље налази је 500–600 метара.
Западно од средишњег дијела поља, налази се предео Дреница.